# مارگیت چیلیک
مارگیت چیلیک (مجاری: Margit Csillik; ۱۸ نوامبر ۱۹۱۴ – ۲۱ اکتبر ۲۰۰۷) ژیمناست هنری اهل مجارستان بود.